# Monoporus myrianthus
Monoporus myrianthus (Baker) Mez – gatunek roślin z rodziny pierwiosnkowatych (Primulaceae). Występuje endemicznie w środkowym Madagaskarze. 

## Morfologia
PokrójZimozielone drzewo lub krzew.
LiścieBlaszka liściowa jest nieco skórzasta i ma podługowaty lub lancetowaty kształt. Mierzy 8–10,5 cm długości oraz 1,3–3 cm szerokości, jest zbiegającą po ogonku nasadę i tępy wierzchołek. Ogonek liściowy jest nagi i ma 7–10 mm długości.
KwiatyZebrane w wiechach wyrastających z kątów pędów. Mają działki kielicha o owalnym kształcie. Płatki są odwrotnie jajowate.